# 恭翁運良
恭翁運良（きょうおう うんりょう、文永4年（1267年） - 暦応4年/興国2年8月12日（1341年9月23日））は、南北朝時代の臨済宗の僧。出羽国の出身。

## 生涯
初め出羽国（後の羽前国）玉泉寺で出家した。紀伊国興国寺の心地覚心に学んで法を嗣いだ。京都万寿寺に南浦紹明に参禅し、南浦の鎌倉下向に同行したあと、加賀の大乗寺に入り、瑩山紹瑾の勧めで加賀国大乗寺の住持となり、あわせて道元自筆の「仏果碧厳破関撃節（一夜碧巌集）」（重要文化財）、棕櫚払子などを相伝した。しかし曹洞禅の寺院に臨済僧が入寺したために混乱が起き、勇退して元徳3(1330)年に加賀国伝燈寺（金沢市）を開いた。その後、越中国氷見湊に「石浮図」（石造の仏塔に灯台の用をなさせたものか？）を建立し、海上交通の目標物とするなど、勧進僧として活動している。次いで放生津に興化寺を開き、同寺で没した。塔所（墓所）である大光寺跡は、現在の射水市中央町にある「来光寺塚」に比定する説がある。弟子に至庵綱存（伝燈寺2世）、絶巌運奇（越中長慶寺開山）、桂巌運芳（建仁寺53世、万寿寺35世、越中薬勝寺勧請開山）、呑象運光（越中蓮華寺開山）がある。伝燈寺に伝えられた頂相は金沢市指定文化財。「一夜碧巌集」は至庵綱存が継承し、綱存の弟子である蔵海無尽（加賀妙雲寺開山）が康永4年（1345）大乗寺へ贈ったため、現在同寺が所蔵する。